# Municipio de Pine Lake (condado de Cass)
El municipio de Pine Lake (en inglés: Pine Lake Township) es un municipio ubicado en el condado de Cass en el estado estadounidense de Minnesota. En el año 2010 tenía una población de 207 habitantes y una densidad poblacional de 2,32 personas por km².

## Geografía
El municipio de Pine Lake se encuentra ubicado en las coordenadas 47°1′12″N 94°20′49″O / 47.02000, -94.34694. Según la Oficina del Censo de los Estados Unidos, el municipio tiene una superficie total de 89.16 km², de la cual 73,39 km² corresponden a tierra firme y (17,68 %) 15,77 km² es agua.

## Demografía
Según el censo de 2010, había 207 personas residiendo en el municipio de Pine Lake. La densidad de población era de 2,32 hab./km². De los 207 habitantes, el municipio de Pine Lake estaba compuesto por el 91,3 % blancos, el 6,28 % eran amerindios, el 0,48 % eran asiáticos y el 1,93 % eran de una mezcla de razas. Del total de la población el 0 % eran hispanos o latinos de cualquier raza.